# Az Igazság Ligája: A Villám-paradoxon
Az Igazság Ligája: A Villám-paradoxon (eredeti cím: Justice League: The Flashpoint Paradox) 2013-ban megjelent amerikai 2D-s számítógépes animációs film, amely eredetileg DVD-n jelent meg. A forgatókönyvet Bill Finger, Geoff Johns, James Krieg és Andy Kubert írta, az animációs filmet Jay Oliva rendezte, a zenéjét Frederik Wiedmann szerezte, a producere Alan Burnett volt. A Warner Bros. Animation készítette, a Warner Home Video forgalmazta. Amerikában 2013. július 30-án DVD-n adták ki.

## Cselekmény
|  | Alább a cselekmény részletei következnek! |

Barry Allen, avagy a Villám (Flash) egy befutott, tiszteletnek örvendő szuperhős. Társaival, az Igazság Ligájával (Justice League) együttműködve fent tartják a békét a világban. Az időutazó Eobart Thawn, azaz Zoom Professzor (Professor Zoom) vagy más néven a Fordított Villám (Reverse Flash) és csapata betörnek a Villám Múzeumba, ahol az Igazság Ligájának sikerül őt és csapatát elfognia. Eobart egy gondolatot ültet el Barry fejében.
Barry munkahelyén a helyi rendőrkapitányságon ébred. Elsőként a számítógép monitorját látja meg, ahol a Közeleg az Armageddon főcím olvasható. Ezután a TV-re lesz figyelmes, amiben egy kisebb városi katasztrófáról számolnak be. Kettő a Villám Múzeumot kiraboló banditák közül küzd meg a város utcáin. Barry rögtön fel szeretné venni a piros jelmezét, hogy a viadalt megállítsa, ám azt veszi észre, hogy az szuperképessége, a sebességerő (Speed Force) már nincs a birtokában. Ahogy leesik a kapitányság főbejárata előtt lévő lépcsőn a régen halott anyukája segíti fel.
De nem csak az erejének a hiánya és a halott édesanya "feltámadása" változott meg hirtelen egyetlen csapásra. Kiborg (Cyborg) a kormány szolgálatában áll. Hal Jordant sosem választotta ki a gyűrű, amitől Zöld Lámpás (Green Lantern) lett. Vihar Kapitányt (Shazzam) nem egy, hanem több gyermeke együttesen alkotják. Szuperman (Superman) sehol sincs, és soha nem is volt. Bruce Wayne, a denevérember (Batman) gyermekkorában meghalt abban a mozizás utáni rablógyilkosságban, amiben eredetileg a szülők haltak meg. Batmanként a helyét az apja, Thomas Wayne vette át. Édesanyjából pedig a fia halála miatti fájdalom hatására a Joker lett. [Ez mennyire ütős már?! – a szerk.] Néhány eredetileg gonosztevő karakter is jó útra tért. Csodanő (Wonderwoman) és Aquaman pedig teljes birodalmaikkal egymásnak estek és kirobbantották a harmadik világháborút. Az emberiség a világ végével néz szembe.
Barry először Batman segítségével visszaszerzi az erejét és megpróbálja felállítani az Igazság Ligájának jelen helyzethez illő megfelelőjét és megállítani a kitörni készülő háborút. Ehhez még Szupermant is kiszabadítja egy katonai létesítményből ahová akkor vitték, miután a Kent farm helyett Metropolisz (Metropolis) közepére zuhant rá csecsemőként. Minél jobban beleéli magát az aktuális idősíkba, annál inkább kezdenek megváltozni az emlékei, és annál inkább a háborúval foglalkozik és nem az eredeti idővonal visszaállításával. Akadályozza persze az is, hogy nem tudja rendesen kihasználni a sebességerőt, mivel egy másik vágtató (Speedster) is csapolja azt. Rajta kívül Batman az egyetlen, aki tud az eredeti idősíkról, és őneki a legfontosabb is, hogy az visszaálljon. Így tudhatja maga helyett élőnek a rég elvesztett fiát. Először felfedezi a Fordított Villám jelenlétét az idősíkban, majd meggyőzi Barryt, hogy őt győzze le, és ne az Aquaman-Wonderwoman párost.
A kirobbanó háború során minden hős meghal.
Bár a Fordított Villám legyőzi Villámot, nem öli meg. Inkább hagyná, hogy a háborúban bevetett végső atlantiszi fegyver mindkettőjükkel végezzen. Szónoklata közben hidegvérrel lövi fejbe őt hátulról Batman. Barry a gyors regenerációja és a sebességerőt immáron nem csapoló Fordított Villám hiánya lehetővé teszi, hogy az ereje elvesztése óta most először képes legyen visszatérni az időben. Az anyja halálához rohanva megállítja korábbi önmagát, aki megmentette az édesanyát, ezzel okozva a hihetetlen változásokat az idősíkban.

A status qou visszaállt.
|  | Itt a vége a cselekmény részletezésének! |

## Szereplők
| Szereplő                 | Eredeti hang             | Magyar hang                               |
| ------------------------ | ------------------------ | ----------------------------------------- |
| Villám / Barry Allen     | Justin Chambers          | Hamvas Dániel                             |
| Zoom Professzor          | C. Thomas Howell         | Nagypál Gábor                             |
| Nora Allen               | Grey DeLisle-Griffin     | ?                                         |
| Batman / Bruce Wayne     | Kevin Conroy             | Welker Gábor                              |
| Batman / Thomas Wayne    | Kevin McKidd             | Galambos Péter                            |
| Kiborg / Victor Stone    | Michael B. Jordan        | ?                                         |
| Csodanő                  | Vanessa Marshall         | ?                                         |
| Aquaman                  | Cary Elwes               | ?                                         |
| Superman / Clark Kent    | Sam Daly                 | Horváth Illés                             |
| Zöld Lámpás / Hal Jordan | Nathan Fillion           | - Stern Dániel - Molnár Áron (Hal Jordan) |
| Halálcsapás / Slade      | Ron Perlman              | Törköly Levente                           |
| Lex Luthor               | Steven Blum              | ?                                         |
| Lois Lane                | Dana Delany              | ?                                         |
| Etrigan                  | Dee Bradley Baker        | Törköly Levente                           |
| Álarc                    | Danny Jacobs             | Stern Dániel                              |
| Dr. Vulko                | Peter Jessop             | Perlaki István                            |
| Steve Trevor             | James Patrick Stuart     | Törköly Levente                           |
| Orm                      | James Patrick Stuart     | Karácsonyi Zoltán                         |
| Pörgettyű                | Dee Bradley Baker        | Karácsonyi Zoltán                         |
| Barry Allen főnöke       | Kevin Michael Richardson | Albert Péter                              |
| Yo-Yo                    | Hyden Walch              | Andrusko Marcella                         |

## DC animációsfilm-univerzum
A film a New 52-n alapuló animációsfilm-univerzum tagja. Az univerzumba tartozó filmek:
- Az Igazság Ligája: A Villám-paradoxon (csak a stáblista utáni jelenet)
- Az Igazság Ligája: Háború
- Batman fia
- Az Igazság Ligája: Atlantisz trónja
- Batman kontra Robin
- Batman: Az elfajzott
- Az Igazság Ligája a Tini Titánok ellen
- A sötét Igazság Ligája
- Tini Titánok: A Júdás szerződés